# Alta Comisión de Sudáfrica

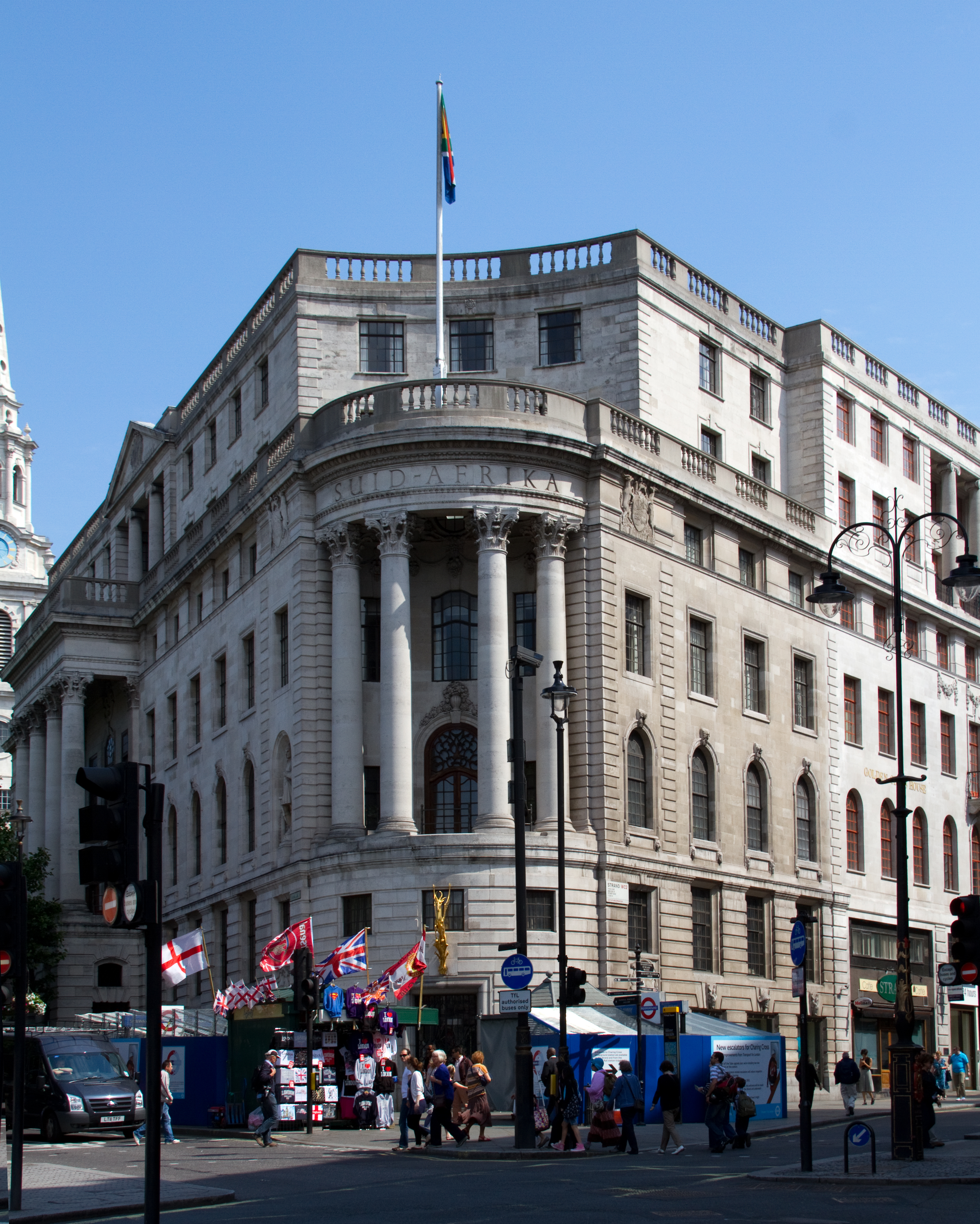
Imagen de la South Africa House en Londres

La Alta Comisión de Sudáfrica en Londres es la misión diplomática de Sudáfrica en el Reino Unido. Está ubicado en South Africa House, un edificio en Trafalgar Square, Londres. Además de contener las oficinas del Alto Comisionado, el edificio también alberga el consulado de Sudáfrica. Ha sido un edificio catalogado de Grado II * desde 1982.

## Historia
South Africa House fue construida por Holland, Hannen & Cubitts en la década de 1930 en el sitio de lo que había sido el Hotel Morley. Fue diseñado por Sir Herbert Baker, con escultura arquitectónica de Coert Steynberg y Sir Charles Wheeler, e inaugurado en 1933. Fue adquirido por el gobierno de Sudáfrica como su principal presencia diplomática en el Reino Unido. Durante la Segunda Guerra Mundial, el primer ministro Jan Smuts vivió allí mientras realizaba los planes de guerra de Sudáfrica.
En 1961, Sudáfrica se convirtió en república y se retiró de la Commonwealth debido a su política de segregación racial. En consecuencia, el edificio se convirtió en una embajada, en lugar de una Alta Comisión. Durante la década de 1980, el edificio, que era una de las únicas misiones diplomáticas de Sudáfrica en un área pública, fue blanco de manifestantes de todo el mundo. Hubo largas vigilias fuera de la entrada de Trafalgar Square durante la década de 1980, que culminaron en una vigilia ininterrumpida de cuatro años por la liberación de todos los presos políticos en Sudáfrica. Una de estas protestas se incluyó incidentalmente en un video de Pet Shop Boys. Durante los disturbios de Poll Tax de 1990, los alborotadores incendiaron el edificio, aunque no sufrió daños graves.
Las primeras elecciones democráticas totalmente libres en Sudáfrica se llevaron a cabo el 27 de abril de 1994, y cuatro días después el país se reincorporó a la Commonwealth, 33 años después de que se retirara al convertirse en república. Junto con las misiones diplomáticas del país en otros países de la Commonwealth, la misión se convirtió una vez más en una Alta Comisión.
Hoy, South Africa House ya no es un sitio controvertido y es el punto focal de la cultura sudafricana en el Reino Unido. El presidente de Sudáfrica, Nelson Mandela, apareció en el balcón de la Casa de Sudáfrica en 1996, como parte de su visita de estado oficial al Reino Unido. En 2001, Mandela volvió a aparecer en el balcón de la Casa de Sudáfrica para conmemorar el séptimo aniversario del Día de la Libertad, cuando se abolió oficialmente el sistema del apartheid.